# Ioan Robu
Ioan Robu (Kézdivásárhely, 1944. november 6. –) román katolikus püspök, bukaresti érsek-metropolita.

## Pályafutása
A Jászvásári Szent József Római Katolikus Teológiai Intézet elvégzése után 1968. augusztus 15-én szentelték pappá. Ezt követően a craiovai plébánián, majd a bukaresti Szent József-székesegyházban szolgált.
1973-tól 1977-ig Rómában tanult a Lateráni Pápai Egyetem Accademia Alfonsiana intézetében, ahol morálteológiai doktori címet szerzett. 2015-ben a Securitate archívumának kutatását felügyelő CNSAS egy volt kutatója a Securitate jelentéseire hivatkozva azt állította, hogy ennek kapcsán 1972-től beszervezte a titkosszolgálat, és a román állam együttműködéséért cserébe segítette a püspöki tisztség megszerzésében is. Robu ezt közleményben tagadta emlékeztetve arra, hogy a CNSAS többször átvilágította, és nem talált rá terhelő dossziét.
1977 nyarán Bodzavásáron volt plébános, majd ettől az évtől 1983-ig a Jászvásári Szent József Római Katolikus Teológiai Intézet professzorává nevezték ki, 1982-ben pedig az egyházmegyei szeminárium vezetője lett rektorként.

### Püspöki pályafutása
1983. december 1-jén bukaresti egyházmegyei kormányzóvá választották. 1984. október 25-én Cellae in Proconsulari címzetes püspökévé és bukaresti apostoli adminisztrátorrá nevezték ki. Ugyanazon év december 8-án szentelte püspökké Rómában Agostino Casaroli bíboros államtitkár, Luigi Poggi és Mario Schierano segédletével. Püspöki jelmondata: Et veritas liberavit vos (és az igazság szabaddá tesz titeket, Jn 8,32)
1990. március 14-én bukaresti érsek-metropolitai kinevezést kapott. Hivatalába április 29-én iktatták be a bukaresti Szent József-székesegyházban II. János Pál pápa küldötte, Angelo Sodano jelenlétében. 1994–1998, 2001–2004, 2007–2010 és 2012–2016 között a Romániai Püspöki Konferencia elnöke volt, 2016 óta alelnöke.
2010-ben XVI. Benedek pápa az Istentiszteleti és Szentségi Kongregáció tagjává nevezte ki.
2019. november 21-én nyugállományba vonult.

## Elismerései
- 2001 óta a Román Akadémia tiszteletbeli tagja.[2]

## Fordítás
- Ez a szócikk részben vagy egészben a Ioan Robu című angol Wikipédia-szócikk ezen változatának fordításán alapul.  Az eredeti cikk szerkesztőit annak laptörténete sorolja fel. Ez a jelzés csupán a megfogalmazás eredetét és a szerzői jogokat jelzi, nem szolgál a cikkben szereplő információk forrásmegjelöléseként.